# Wołodymyriwka (rejon wyszogrodzki)
Wołodymyriwka (ukr. Володимирівка) – wieś na Ukrainie, w obwodzie kijowskim, w rejonie wyszogrodzkim, w hromadzie Dymer. W 2001 liczyła 242 mieszkańców.